# Reubens
Reubens és una població dels Estats Units a l'estat d'Idaho. Segons el cens del 2000 tenia 72 habitants.

## Demografia
Segons el cens del 2000, Reubens tenia 72 habitants, 28 habitatges, i 18 famílies. La densitat de població era de 95,9 habitants/km².
Dels 28 habitatges en un 39,3% hi vivien nens de menys de 18 anys, en un 57,1% hi vivien parelles casades, en un 3,6% dones solteres, i en un 35,7% no eren unitats familiars. En el 32,1% dels habitatges hi vivien persones soles el 7,1% de les quals corresponia a persones de 65 anys o més que vivien soles. El nombre mitjà de persones vivint en cada habitatge era de 2,57 i el nombre mitjà de persones que vivien en cada família era de 3,33.
Per edats la població es repartia de la següent manera: un 33,3% tenia menys de 18 anys, un 0% entre 18 i 24, un 29,2% entre 25 i 44, un 23,6% de 45 a 60 i un 13,9% 65 anys o més.
L'edat mediana era de 38 anys. Per cada 100 dones de 18 o més anys hi havia 100 homes.
La renda mediana per habitatge era de 29.375 $ i la renda mediana per família de 35.417 $. Els homes tenien una renda mediana de 33.750 $ mentre que les dones 21.250 $. La renda per capita de la població era d'11.078 $. Aproximadament el 13,3% de les famílies i el 20,5% de la població estaven per davall del llindar de pobresa.

## Poblacions més properes
El següent diagrama mostra les poblacions més properes.